# Mănoilești, Ungheni
Mănoilești este satul de reședință al comunei cu același nume din raionul Ungheni, Republica Moldova.

## Istorie
Satul Mănoilești a fost atestat documentar pentru prima dată în anul 1644, ortografiat Mănăilești:
„Io Vasilie voievod, din mila lui Dumnezeu, domn al Țării Moldovei. Iată a venit înaintea noastră și înaintea tuturor boierilor noștri moldoveni, mari și mici, credinciosul și cinstitul nostru boier, Iorga mare postelnic, și a cerut de la noi hotarnici, ca să-i hotărască și să-i aleagă hotarul satelor sale, ce le-a avut dreapta cumpărătura, anume Ciureștii și Unghenii, ce sunt pe ..., în ținutul Iașilor.

Iar domnia mea și cu tot Sfatul nostru am socotit și am ales pe boierii noștri credincioși, Racovița Cehan fost logofăt și pe Matiaș Sturdzea jitnicer, și i-am trimis acolo, ca să aibă a strânge oameni buni, megieși de prin prejur, și să aibă a căuta și a alege și a hotărî, precum vor afla mai cu dreptate cu sufletele lor.

Și boierii noștri mai sus scriși, mergând ei acolo, la acele sate de mai susscrise, și cu mulți oameni buni, megieși de prin prejur, anume: Toader Mironcea din Onțăști și Danail de acolo, și Vasilie de acolo, și Toma din Cetereni, și Leoa deacolo, și Drăgan Pelin de acolo, și Simion din Mănăilești, și Stratilă de acolo, ...

...

Și nimeni să nu se amestece înaintea acestei adevărate cărți a noastre.

Scris la lași, în anul 7152 <1644> luna mai 3.

Însuși domnul a poruncit.

Toderașco mare logofăt a iscălit.

Dumitrșco a scris.”

## Personalități

### Născuți în Mănoilești
- Leonid Voișin-Murdas-Jilinski (1861–1924), nobil și militar țarist rus, participant al războiului ruso-japonez (1904-1905)